# Бугаева, Дагмара Павловна
Бугаева Дагмара Павловна (25 января 1925 г., Сергиев Посад — 2 июня 2000 г., Санкт-Петербург) — советский российский филолог-востоковед, литературовед-японист, историк, кандидат исторических наук, доктор филологических наук, профессор Санкт-Петербургского государственного университета.

## Биография
Родилась 25 января 1925 г. в Сергиевом Посаде Московской губернии. В 1949 г., окончив восточный факультет Ленинградского государственного университета (специализация на кафедре японской филологии), поступила в аспирантуру восточного факультета. В 1953 году была защищена кандидатская диссертация «Крестьянские движения в Японии во второй половине XVIII — первой половине XIX века». С 1951 г. преподавала на восточном факультете ЛГУ. С 1965 г. — доцент. В 1990—2000 гг. — профессор кафедры японской филологии.
Преподавала японский язык студентам-историкам. Читала курс «Введение в японскую филологию». В 70-х годах совместно с преподавателями Осакского университета иностранных языков вела семинар для переводчиков-японистов, семинар по японской прессе для студентов кафедры японской филологии.
В 1987 г. защитила докторскую диссертацию «Развитие японской критики и документальной литературы на рубеже XIX—XX вв.: Творчество Таока Рэйуна».

## Научная деятельность
Основная область научных интересов — история японской литературы нового времени (периода Мэйдзи).
В 1958 году был переведен с японского сборник статей японских историков общественной мысли нового времени под редакцией Сикисаки Ицуро «Современные японские мыслители». В статьях анализируются взгляды общественных деятелей конца XIX — начала XX вв., внесших заметный вклад в японскую философию, социологию, экономическую и политическую мысль, литературу. Перевод был осуществлен совместно с А. А. Бабинцевым.
В 1975 году в ЛГУ вышел курс лекций, предназначенный для студентов-филологов восточного факультета Ленинградского государственного университета «Краткой истории литературы Японии». Д. П. Бугаевой был написан раздел «Литература Нового времени: Ранний этап», посвященный основным новациям в японской литературе, пришедшими в неё с реформами Мэйдзи.
Переводились рассказы и повести японских писателей, опубликованные в сборниках «Современная восточная новелла» (1968, 1973).
В 1978 году опубликована монография «Японские публицисты конца XIX века», посвященную творчеству общественных деятелей и публицистов эпохи Мэйдзи (1868—1912): Фукудзава Юкити, Уэки Эмори, Токутоми Сохо, Китамура Тококу, Таока Рэйун.
В 1987 году была защищена докторская диссертация и опубликована монография «Таока Рэйун — японский критик и писатель-документалист», анализирующие особенности развития японской документалистики в целом и наследие Таока Рэйун, в частности. В книге рассматриваются новые тенденции в литературе и критике в середине 90-х годов, социальная проблематика в творчестве Таока Рэйуна, истоки формирования документальных жанров и их развитие в эпоху Мэйдзи.

## Основные работы
- Современные японские мыслители / под ред. Сикисаки Ицуро / пер. с японск. М.: Иностранная литература, 1958. 358 с. (совм. с А. А. Бабинцевым)
- К изучению эстетических взглядов Китамура Тококу // Вестник ЛГУ. 1963. № 20. Вып. 4. С. 83-88.
- Три письма Фукудзава Юкити // Вестник ЛГУ. 1973. № 14. Вып. 3. С. 59-66.
- Литература нового времени (ранний этап: 70-90-е годы XIX в.) // Краткая история литературы Японии. М., 1975. С. 48-61.
- Японские публицисты конца XIX в. М.: Наука, 1978. 164 с.
- Из истории литературно-критической борьбы в Японии конца XIX в. (Литературный спор Ямадзи Айдзан — Китамура Тококу) // Вестник ЛГУ. 1980. № 14. Вып. 3. С. 60-66.
- Из истории японской документальной литературы // Вестник ЛГУ. 1982. № 2. Вып. 1. С. 69-75.
- Таока Рэйун — японский критик и писатель-документалист. Л.: Издательство ЛГУ, 1987. 182 с.[1][3]